# Андрей (Солнцев)
Епи́скоп Андре́й (Со́лнцев; 15 (27) августа 1872 — 12 января 1937) — епископ Русской православной церкви, епископ Рыбинский, викарий Ярославской епархии.

## Биография
Окончил Самарскую духовную семинарию. После окончания семинарии в течение тридцати лет священствовал в Самарской епархии и в Саратове.
7 ноября 1932 года хиротонисан во епископа Пугачёвского, викария Саратовской епархии.
С 26 апреля 1934 года — епископ Чистопольский, викарий Казанской епархии.
12 июня 1934 года направил из Пугачёва, где на тот момент находился, рапорт с поздравлением митрополиту Сергию (Страгородскому) в связи с усвоением ему титула митрополита Московского и Коломенского.
С 17 сентября 1935 года — епископ Сергачский, викарий Горьковской епархии.
C 30 ноября 1935 года — епископ Бугурусланский, викарий Оренбургской епархии.
20 декабря 1936 года назначен епископом Рыбинским, викарием Ярославской епархии.
12 января 1937 года был убит, место погребения неизвестно.